# Jeanine Cummins
Jeanine Cummins (Rota, 6 dicembre 1974) è una scrittrice statunitense.
È nota soprattutto per il suo romanzo Il sale della terra, pubblicato nel 2020.

## Biografia
Nonostante nata in Spagna, precisamente a Rota, dove suo padre Gene lavorava come membro della Marina Militare degli Stati Uniti e sua madre Kay era chirurgo, Jeanine Cummins, proprio dopo il trasferimento di questi, ha trascorso tutta la sua infanzia a Gaithersburg, nel Maryland, dove ha anche frequentato la Towson University e ha conseguito due lauree, una in letteratura inglese e l'altra in scienze della comunicazione. Dopo l'università ha trascorso 2 anni a lavorare part-time come barista a Belfast, città natale di diversi suoi parenti irlandesi, per poi tornare negli Stati Uniti nel 1997 e iniziare a lavorare presso la casa editrice inglese Penguin Books (che poi pubblicherà i suoi primi 3 libri), a New York, dove ha lavorato per ben 10 anni.
Ha dichiarato che è stata sua cugina Julie a esortarla ad iniziare a scrivere.

## Carriera
La sua prima opera, il libro di memorie A Rip in Heaven, pubblicato nel 2004, tratta del tentato omicidio che subì suo fratello maggiore Tom, e sul conseguente stupro e omicidio dei suoi due cugini, di soli 8 e 10 anni, sul ponte Chain of Rocks di Saint Louis, quando la Cummins aveva 16 anni. Lei stessa ha anche rifiutato le offerte per ottenere i diritti cinematografici per un possibile adattamento cinematografico.
I suoi due libri successivi, The Outside Boy (2010) e The Crooked Branch (2013), sono invece romanzi incentrati sui lati meno conosciuti della storia irlandese, e infatti pubblicati per la prima volta in Irlanda.
Nel 2020 pubblica il grande romanzo Il sale della terra, sulla devastante storia di Lydia, una donna di Acapulco, libraia e madre di un bambino di 10 anni di nome Luca, ridotta da un giorno all'altro ad immigrata assieme a suo figlio, dopo che tutta la sua famiglia viene trucidata da un cartello della droga messicano: in una realtà piena di orrore, crimine costante e violenza cieca specialmente contro le donne, tenta di fuggire negli Stati Uniti per un futuro migliore e tornare a vivere in pace.
In realtà già dal 2018, fino alla sua pubblicazione nel gennaio 2020 da parte di Flatiron Books, il libro è stato ampiamente acclamato, ricevendo molte recensioni positive e l'ambita approvazione di Oprah Winfrey, durante il suo Club del Libro, e addirittura divenendo uno dei libri più venduti del 2020. Tuttavia presto è stata pubblicata una recensione negativa da parte della scrittrice latinoamericana Myriam Gurba, che ha denunciato la voglia di Jeanine Cummins di scrivere a proposito della realtà messicana odierna, pur non conoscendo e provenendo da una cultura completamente diversa.
Infatti, proprio la settimana prima dell'uscita del libro, sono uscite poi molte altre recensioni e critiche negative, inclusa una sul New York Times: addirittura in una lettera firmata da 142 scrittori, la Cummins è stata accusata di sfruttamento e inesattezze sia sui messicani che sull'esperienza reale che devono fronteggiare i migranti.
Il 30 gennaio 2020 il tour internazionale del libro è stato perciò cancellato, su scelta della Flatiron Books di voler preservare l'incolumità della scrittrice e del libro stesso, e per evitare boicottaggi durante la promozione (cosa poi spiegata durante il Club del Libro di Oprah). La vicenda è stata narrata da Costanza Rizzacasa d'Orsogna per mostrare la pericolosità della cancel culture, secondo la quale le opere letterarie non vengono più giudicate in base alla loro qualità ma in base a motivazioni politiche.

## Vita privata
Jeanine Cummins si identifica sia come statunitense, che come irlandese, che come latina: infatti, in un'intervista per il New York Times sulla fine del 2015, in risposta alla domanda a proposito della strage avvenuta nel 1991 contro i suoi due cugini, ha citato sua nonna portoricana, ma affermando anche di essere bianca: "La mia famiglia è in prevalenza bianca".

Ella ha dovuto affrontare il tema dell'etnia specialmente per difendere il proprio romanzo Il sale della terra dalle accuse di presunti stereotipi contro i messicani: in un'intervista sul Washington Post, proprio il giorno seguente alla pubblicazione del libro, ha dichiarato:
All'inizio ero restia a scrivere dal punto di vista di una migrante messicana, perché tanto non importa quante ricerche io abbia fatto, così come il fatto che io sia o meno latinoamericana di nascita, non mi sentivo qualificata per scrivere in prima persona… Perché queste non sono le mie esperienze di vita. È vero: avrò anche beneficiato del privilegio che abbiamo noi [occidentali] nel poter vedere il Messico solo in veste di turisti, ma è anche vero che io, come scrittrice, speravo di scrivere un romanzo che costruisse una specie di 'ponte' tra le 2 realtà.
La scrittrice è sposata con Joe, uomo irlandese a cui Jeanine tra l'altro si è ispirata per narrare l'esperienza della migrazione dal proprio Paese ad uno straniero completamente diverso (essendo egli appunto immigrato irlandese negli Stati Uniti), e con lui ha 3 figlie, due naturali e una adottiva, coi quali vive a New York.

## Opere

### Romanzi
- The Outside Boy, Penguin Books, 2010.
- The Crooked Branch, Penguin Books, 2013.
- Il sale della terra, (American Dirt, 2020), Feltrinelli, 2021, ISBN 9788807895630
- Speak to Me of Home (Hachette, 2025), ISBN 978-1472288820

### Saggi
- A Rip in Heaven, Penguin Books, 2004.

## Riconoscimenti
- Prix Médicis[21]
  - Vincitrice per Il sale della terra